# Lancaster (Kentucky)
Lancaster – miasto w Stanach Zjednoczonych, w stanie Kentucky, siedziba administracyjna hrabstwa Garrard.